# It's Country Time Again!
Albums de George Jones & Gene Pitney
I'm a People
(1966) Love Bug
(1965)
It's Country Time Again! est un album collaboratif entre les artistes américains de musique country et de rock 'n' roll George Jones et Gene Pitney. Cet album est sorti en 1966 sur le label Musicor Records. C'est le dernier album collaboratif entre Jones et Pitney.

## Liste des pistes
| No  | Titre                                | Auteur                           | Durée |
| --- | ------------------------------------ | -------------------------------- | ----- |
| 1.  | Mockin' Bird Hill                    | Vaughn Horton                    |       |
| 2.  | As Long as I Live                    | Roy Acuff                        |       |
| 3.  | My Favorite Lies                     | George Jones, Jack Ripley        |       |
| 4.  | Y'all Come                           | Arlie Duff                       |       |
| 5.  | Someday (You'll Want Me to Want You) | Jimmy Hodges                     |       |
| 6.  | Love Bug                             | Wayne Kemp, Curtis Wayne         |       |
| 7.  | Big Job                              | Jones, Hank Mills                |       |
| 8.  | Your Old Standby                     | Jim Eanes, Wayne Perry           |       |
| 9.  | Why Baby Why                         | Jones, Darrell Edwards           |       |
| 10. | That's All It Took                   | Jones, Darrell Edwards, C. Grier |       |
| 11. | Louisiana Man                        | Doug Kershaw                     |       |
| 12. | I Can't Stop Loving You              | Don Gibson                       |       |

## Positions dans les charts
Album – Billboard (Amérique du nord)
| Année | Chart          | Position |
| ----- | -------------- | -------- |
| 1966  | Albums country | 17       |